# Политикологија
Политикологија  (односно наука о политици) је наука која проучава политику и политичке процесе. Ово подразумева изучавање устројства и дешавања, процеса у влади или било ком истоврсном систему који покушава да оствари безбедност, правичност и друштвени консензус, односно да докине бројна друштвена питања и управља широким спектром друштвених ресурса. У складу са тим, политиколози проучавају и друштвене институције попут корпорација, синдиката, цркве, и других организација чија се устројства и процеси прожимају и међусобно дејствују са владиним.
Појам „политичке науке“ исковао је, 1880. године, Хербер Бекстер Адамс, професор историје на универзитету „Џон Хопкинс“.

## Преглед
Политичке науке изучавају појаве везане за расподелу и трансфер моћи при доношењу одлука, улоге и системе владавине укључујући владе и међународне организације, политичко опхођење и јавне политике. Оне мере успех владавине и специфичних политика путем испитивања многих фактора, укључујући стабилност, правду, материјално богатство, мир и јавно здравље. Неки политиколози настоје да допринесу напредовању позитивних теза (покушавају да опишу ствари какве јесу, уместо какве би требало да буду) путем анализирања политике. Други унапређују нормативне тезе, доносећи конкретне политичке препоруке.
Политичке науке пружају оквире из којих новинари, специјалне интересне групе, политичари, и бирачи анализирају проблеме.
Политиколози могу да служе као саветници специфичних политичара, или чак да се кандидују као политичари. Политиколози могу бити запослени у владама, политичким странкама или као државни службеници. Они могу учествовати у невладиним организацијама или политичким покретима. У различитим капацитетима, људи образовани и тренирани у политичким наукама могу да додају вредност и експертизе корпорацијама. Приватна предузећа као што су трустови мозгова, истраживачки институти, предузећа за гласање и односе са јавношћу често ангажују политиколози.
У Сједињеним Државама, политиколози познати као „Американисти” разматрају разноврсне податке укључујући уставни развој, изборе, јавно мњење, и државну политику као што су реформа социјалног осигурања, спољна политика, конгресни комитети САД, и Врховни суд САД — између осталог.
Пошто је политичка наука у суштини студија људског понашања, у свим аспектима политике, посматрања је обично тешко репродуковати или дуплирати у контролисаним окружењима, мада су експериментални све заступљенији (погледајте експериментална политичка наука). Наводећи ову потешкоћу, Лоренц Лоуел који је бивши председник Америчког удружења за политичке науке једном је изјавио „Ограничени смо немогућношћу експеримента. Политика је опсервацијска, а не експериментална наука.” Због тога су политиколози историјски посматрали политичке елите, институције и индивидуално или групно понашање како би идентификовали обрасце, извели генерализације и изградили политичке теорије.
Као и све друштвене науке, политичка наука се суочава са потешкоћама у посматрању људских актера који се могу само делимично посматрати и који имају способност да праве свесне изборе за разлику од других субјеката као што су нељудски организми у биологији или неживих објеката као у физици. Упркос сложености, савремена политичка наука је напредовала адаптирањем разних метода и теоријских приступа разумевању политике и методолошког плурализма који је дефинитивна карактеристика савремене политичке науке.
Појава политичке науке као универзитетске дисциплине обележена је стварањем универзитетских одела и катедри с насловом политичке науке, који су настали крајем 19. века. Заправо, ознака „политолог” се типично односи на оне који имају докторат из ове области, али се може применити и на оне са магистарским звањем. Интеграција политичких студија из прошлости у јединствену дисциплину је у току, а историја политичке науке је пружила богато поље за раст нормативне и позитивистичке политичке науке, при чему сваки део дисциплине дели неке од историјских претходника. Америчко удружење за политичке науке и часопис American Political Science Review су основани 1903. и 1906. године, у настојању да се нагласи разлика политичког изучавања од економије и других друштвених феномена.

## Политиколози
Политиколози проучавају прерасподелу и пренос моћи у доношењу одлука. Због веома сложених односа и честог сукоба интереса, у политичким наукама често се појављују примењени случајеви теорије игара.
Политичке науке покушавају да развију и унапреде како позитивне тезе, анализом политике, тако и нормативне тезе, доношењем својствених политичких препорука. Проучавањем многих чинилаца, укључујући стабилност, правду, материјално благостање и мир, политиколози оцењују успешност власти и њених појединих политика. Док су историчари окренути уназад, са жељом да открију и објасне прошлост, политиколози покушавају да разјасне политику данашњице и предвиде политику сутрашњице.
Предмет политичке науке додатно је усложњен честим ангажовањем политиколози у политичким процесима, зато што њихова наука обезбеђује полазишта и оквире другим коментаторима политичких процеса, новинарима, интересним групама, политичарима и бирачима (види бирачко тело), за анализу друштвених питања и одабир могућих решења. Политиколози су често саветници политичарима а понекад се и сами, попут политичара, боре за власт.

## Области политикологије
Упоредна/компаративна политика (Comparative government) бави се поређењем разних облика владавине у различитим окружењима. Међународни односи усредсређују се на проучавање динамике односа између држава. Сложена међуигра економских и политичких опција предмет је изучавања политичке економије, у којој се преплићу економске и политичке науке.
У САД, политиколози посматрају и изучавају веома велики број података, укључујући изборе, јавно мњење (о питањима која се распростиру од социјале до спољне политике), улогу институција (делатности Конгреса, балансу моћи унутар Конгреса, на који начин и у којим случајевима делује Врховни суд, и др.).

## Теме
- Међународни односи
  - Међународна организација
  - Антиглобалистички покрет
  - Глобализација
- Политичке науке (Генерално)
  - Политиколози/Политиколози
  - Политика
- Политичке теорије
  - Теорије о држави (уређењу)
    - Политички апсолутизам
    - Анархизам
    - Анархо-капитализам
    - Анархокомунизам
    - Капитализам
    - Комунизам
    - Конзервативизам
    - Корпоратократија
    - Крипто-анархизам
    - Демократија
    - Деспотизам
    - Диктатура
    - Еудемонизам
    - Фашизам
    - Либерализам
    - Либертаријанизам
    - Либертаријански социјализам
    - Кинизам
    - Марксизам
    - Монархија
    - Монархија
    - Национализам
    - Нацизам
    - Ненасиље
    - Олигархија
    - Родољубље (Патриотизам)
    - Популизам
    - Радикално центристичка политика
    - Републиканство
    - Социјализам
    - Суверенитет
    - Синдикализам/Анархосиндикализам
    - Тоталитаризам

  - Идеологије засноване на полу
    - Маскулинизам
    - Феминизам

  - Политичка филозофија
    - Оправдање државе
    - Божанско право краљева
    - Теорије друштвеног уговора
    - Сврха владе
    - Парадигма Породица/Држава
    - Облици државе

  - Теорије политичког понашања
    - Киклос
    - Здружено деловање
    - Охлократија
    - Психоисторија
    - Стрес и политичко доношење одлука

  - Политички теоретичари
- Држава
  - Облици владавине
    - Парламентарни систем
    - Председнички систем
    - Полу-председнички систем
    - Република
      - Класична дефиниција републике

    - Монархија
    - Менаџерска власт

  - Политички ентитети
    - Град
    - Округ
    - Држава
    - Влада
    - Локална заједница
    - Месна заједница
    - НВО Невладина/цивилна организација
    - Безбуџетно предузеће
    - Република
    - Покрајина
    - Township

  - Три силе у држави
    - Извршна власт
    - Законодавна власт
    - Судска власт

  - Три гране власти
    - Извршна власт
    - Законодавна власт
    - Судска власт

  - Политичка партија
    - Политичке странке света
- Право
  - Међународно право
- Избори
  - Биорегионална демократија
  - Изборна реформа
  - Иницијатива
  - Пропорционална представљеност
  - Опозив представника
  - Референдум
  - Тактички гласање
  - Изборни системи
  - Партијски систем
- Улоге
  - Монархија
  - Председник
  - Премијер
  - Судија
  - Законодавац
  - Конгресмен
  - Саветник
  - Гласач
- Разно
  - Адам Смит
  - Централизација
  - Грађанско друштво
  - Опште добро
  - Корпоративна полицијска држава
  - Децентрализација
  - е-Влада
  - Европска унија
  - Полиција
  - Политички спектар
  - Политичке анализе
  - Пропаганда

### Литерарни водичи
- Library. „Political Science”. Research Guides. United States: University of Michigan. Архивирано из оригинала 07. 07. 2014. г. Приступљено 02. 03. 2019.
- Libraries, Bodleian. „Political Science”. LibGuides. United Kingdom: University of Oxford. Архивирано из оригинала 18. 02. 2014. г. Приступљено 02. 03. 2019.
- Library. „Politics Research Guide”. LibGuides. New Jersey, United States: Princeton University. Архивирано из оригинала 23. 07. 2014. г. Приступљено 02. 03. 2019.
- Libraries. „Political Science”. Research Guides. New York, United States: Syracuse University. Архивирано из оригинала 08. 07. 2014. г. Приступљено 02. 03. 2019.
- Libraries, University. „Political Science”. Research Guides. United States: Texas A&M University. Архивирано из оригинала 21. 10. 2014. г. Приступљено 02. 03. 2019.